# Blanka (sångare)
Blanka Stajkow, född 23 maj 1999 i Szczecin, är en polsk sångerska och modell.
Hennes mor är från Polen och hennes far kommer från Bulgarien.
År 2021 medverkade Blanka i den tionde säsongen av Top Model men valdes inte ut som en av de femton finalisterna. I samband med detta släppte hon sin debutsingel "Better".
Hon representerade Polen i Eurovision Song Contest 2023 med låten "Solo".